# Vestingsbrigade Korfoe
De Vestingsbrigade Korfoe (Duits: Festungs-Brigade Korfu) was een Duitse brigadestaf van de Wehrmacht tijdens de Tweede Wereldoorlog.

## Oprichting en krijgsgeschiedenis
De brigade werd op 13 juni 1944 opgericht op Korfoe in Griekenland. De brigadestaf werd gevormd door omdopen van de staf van het 1017e Vestings-Infanterieregiment, die tegelijkertijd ook als eilandcommandant fungeerde. De staf stond onder bevel van het 22e Bergkorps en werd op Korfoe ingezet. 
Op 4 juli 1944 werd de staf omgedoopt in 1017e Vestingsbrigade.

## Bovenliggende bevelslagen
| Legerkorps    | Leger          | Legergroep     | Plaats/regio | Begin        | Eind        |
| ------------- | -------------- | -------------- | ------------ | ------------ | ----------- |
| 22e Bergkorps | Heeresgruppe E | Heeresgruppe F | Korfoe       | 13 juni 1944 | 4 juli 1944 |

## Commandanten
| Rang   | Naam       | Begin        | Eind        |
| ------ | ---------- | ------------ | ----------- |
| Oberst | Emil Jäger | 13 juni 1944 | 4 juli 1944 |

Vestingsbrigade Almers · Vestingsbrigade Belfort · Vestingsbrigade Korfoe · Vestingsbrigade Kreta · 1e Vestingsbrigade Kreta · 2e Vestingsbrigade Kreta · Vestingsbrigade Lofoten · Vestingsbrigade Sebastopol · 135e Vestingsbrigade · 939e Vestingsbrigade · 963e Vestingsbrigade · 964e Vestingsbrigade · 966e Vestingsbrigade · 967e Vestingsbrigade · 968e Vestingsbrigade · 969e Vestingsbrigade · 1017e Vestingsbrigade